# Cantó de Marsella Belsunce
El cantó de Marsella Belsunce  és un cantó francès del departament de les Boques del Roine, situat al districte de Marsella. Compta amb part del municipi de Marsella.

## Municipis
Aplega els següents barris de Marsella:
- Belsunce
- Noailles
- Opéra
- Le Pharo
- Port Vell
- Saint-Victor
- Thiers

| Data d'elecció                           | Identitat          | Partit           | Qualitat |
| ---------------------------------------- | ------------------ | ---------------- | -------- |
| 1963-2008                                | Fortuné Sportiello | SFIO, després PS |          |
| 2008-                                    | Josette Sportiello | PS               |          |
| les dades anteriors no són pas conegudes |                    |                  |          |